# Hanumapur, Sindhnur
Hanumapur là một làng thuộc tehsil Sindhnur, huyện Raichur, bang Karnataka, Ấn Độ.